# 希斯尼·米洛什
希斯尼·米洛什（1946年1月26日—2012年4月25日）是阿尔巴尼亚共产党 (1991年)的创始人和首任总书记，该党是阿尔巴尼亚劳动党的继承者之一。
米洛什于1946年1月26日出生在阿尔巴尼亚马蒂区马丘库尔。在阿尔巴尼亚劳动党统治时期，米洛什是阿尔巴尼亚劳动党的党员，还是一位不太出名的作家和诗人。1991年2月22日，他在培拉特建立“恩维尔·霍查”志愿活动者联盟，这是一个忠于恩维尔·霍查的原则和政策的组织，显然得到了阿尔巴尼亚劳动党的一些主要强硬派的支持。该组织积极而高调地努力阻止阿尔巴尼亚劳动党统治的瓦解。
2012年4月25日，他在地拉那的“疗养院”医院去世，死因是肺纤维化。
米洛什多次在地方选举中竞选地拉那市长。他被认为是2011年卢尔齐姆·巴沙在2011年阿尔巴尼亚地方选举中惨胜前市长埃迪·拉马的关键因素之一，当时他获得了约1400张选票。